# Team Vorarlberg/Saison 2012
Dieser Artikel listet Erfolge und Fahrer des Radsportteams Team Vorarlberg in der Saison 2012 auf.

## Erfolge in der UCI Europe Tour
| Datum         | Rennen                                                 | Kat. | Sieger        |
| ------------- | ------------------------------------------------------ | ---- | ------------- |
| 13. April     | 3. Etappe Tour du Loir-et-Cher                         | 2.2  | Robert Vrečer |
| 16. Mai       | 1. Etappe Griechenland-Rundfahrt                       | 2.2  | Robert Vrečer |
| 17. Mai       | Österreichische Meisterschaft – Einzelzeitfahren (U23) | CN   | Andreas Hofer |
| 16.–20. Mai   | Gesamtwertung Griechenland-Rundfahrt                   | 2.2  | Robert Vrečer |
| 9. Juni       | Slowenische Meisterschaft – Einzelzeitfahren           | CN   | Robert Vrečer |
| 9. Juni       | Schweizer Meisterschaft – Straßenrennen (U23)          | CN   | Remo Schuler  |
| 15. Juni      | 1. Etappe Oberösterreichrundfahrt                      | 2.2  | Robert Vrečer |
| 15.–17. Juni  | Gesamtwertung Oberösterreichrundfahrt                  | 2.2  | Robert Vrečer |
| 22. September | 1. Etappe Tour du Gévaudan Languedoc-Roussillon        | 2.2  | Robert Vrečer |
| 7. Oktober    | Liechtensteinische Meisterschaft – Straßenrennen       | CN   | Daniel Rinner |

## Abgänge – Zugänge
| Zugänge             | Team 2011                       | Abgänge             | Team 2012                      |
| ------------------- | ------------------------------- | ------------------- | ------------------------------ |
| Florian Bissinger   | ARBÖ Gebrüder Weiss-Oberndorfer | Reto Hollenstein    | Team NetApp                    |
| Guillaume Bourgeois | Champion System                 | Enrico Peruffo      | Miche-Guerciotti               |
| Robert Vrečer       | Perutnina Ptuj                  | Silvan Dillier      | EKZ Racing Team                |
| Florian Gaugl       | Tyrol Team                      | Stefan Pöll         | Union Raiffeisen Radteam Tirol |
| Andreas Hofer       | Tyrol Team                      | Raivis Belohvoščiks | Karriereende                   |
| Patrick Konrad      | Tyrol Team                      | Ermanno Capelli     | Unbekannt                      |
| Daniel Rinner       | Tyrol Team                      | Kajetan Fricke      | Unbekannt                      |
| Claudio Imhof       | Neoprofi                        | Carlo Scognamiglio  | Unbekannt                      |
| Tobias Jenny        | Neoprofi                        | Matic Strgar        | Unbekannt                      |
| Remo Schuler        | Neoprofi                        |                     |                                |
| Dennis Wauch        | Neoprofi                        |                     |                                |

## Mannschaft
| Name                | Geburtstag         | Nationalität  |
| ------------------- | ------------------ | ------------- |
| Josef Benetseder    | 10. Februar 1983   | Österreich    |
| Florian Bissinger   | 30. Januar 1988    | Deutschland   |
| Guillaume Bourgeois | 1. Juni 1983       | Schweiz       |
| Dominik Brändle     | 1. November 1989   | Österreich    |
| Florian Gaugl       | 8. Januar 1991     | Österreich    |
| Andreas Hofer       | 8. Februar 1991    | Österreich    |
| Dominik Hrinkow     | 4. August 1988     | Österreich    |
| Claudio Imhof       | 26. September 1990 | Schweiz       |
| Tobias Jenny        | 12. Oktober 1987   | Österreich    |
| Patrick Konrad      | 13. Oktober 1991   | Österreich    |
| Daniel Rinner       | 11. November 1990  | Liechtenstein |
| Remo Schuler        | 25. September 1990 | Schweiz       |
| Robert Vrečer       | 8. Oktober 1980    | Slowenien     |
| Dennis Wauch        | 7. Januar 1993     | Österreich    |
| René Weissinger     | 11. Dezember 1978  | Deutschland   |